# Elecciones al Congreso de los Diputados de abril de 2019 (Alicante)
Las elecciones al Congreso de los Diputados de 2019 se celebraron en la provincia de Alicante el domingo 28 de abril, como parte de las elecciones generales convocadas por Real Decreto dispuesto el 4 de marzo de 2019 y publicado en el Boletín Oficial del Estado el día siguiente. Se eligieron los 12 diputados del Congreso correspondientes a la circunscripción electoral de Alicante, mediante un sistema proporcional (método d'Hondt) con listas cerradas y un umbral electoral del 3%.

## Resultados
Los comicios depararon 4 escaños al Partido Socialista Obrero Español, 3 al Partido Popular y 2 a Ciudadanos y a Unidas Podemos y 1 a Vox.
| Candidatura                                          | Candidatura                                          | Votos     | %                                       | Escaños                                 |
| ---------------------------------------------------- | ---------------------------------------------------- | --------- | --------------------------------------- | --------------------------------------- |
|                                                      | Partido Socialista del País Valenciano (PSPV-PSOE)   | 258 592   | 28,27                                   | 4                                       |
|                                                      | Partido Popular (PP)                                 | 178 740   | 19,54                                   | 3                                       |
|                                                      | Ciudadanos-Partido de la Ciudadanía (Cs)             | 177 231   | 19,37                                   | 2                                       |
|                                                      | Unidas Podemos (Podemos-IU-Equo)                     | 127 091   | 13,89                                   | 2                                       |
|                                                      | Vox (Vox)                                            | 115 011   | 12,57                                   | 1                                       |
|                                                      |                                                      |           |                                         |                                         |
| Compromís (Compromís)                                | Compromís (Compromís)                                | 30 884    | 3,38                                    | 0                                       |
| Partido Animalista Contra el Maltrato Animal (PACMA) | Partido Animalista Contra el Maltrato Animal (PACMA) | 12 901    | 1,41                                    | 0                                       |
| Avant los Verdes (Avant los Verdes)                  | Avant los Verdes (Avant los Verdes)                  | 3153      | 0,34                                    | 0                                       |
| Recortes Cero-Grupo Verde (R0-GV)                    | Recortes Cero-Grupo Verde (R0-GV)                    | 1510      | 0,17                                    | 0                                       |
| Partido Comunista de los Pueblos de España (PCPE)    | Partido Comunista de los Pueblos de España (PCPE)    | 1338      | 0,15                                    | 0                                       |
| Esquerra Republicana del País Valencià (ERPV)        | Esquerra Republicana del País Valencià (ERPV)        | 1210      | 0,13                                    | 0                                       |
| Partido Libertario (P-LIB)                           | Partido Libertario (P-LIB)                           | 965       | 0,11                                    | 0                                       |
| Votos válidos                                        | Votos válidos                                        | 908 636   | 100,00                                  | 12                                      |
| Votos nulos                                          | Votos nulos                                          | 10 080    | Participación: · \| \| 74,91 % \| 2,80% | Participación: · \| \| 74,91 % \| 2,80% |
| Votantes                                             | Votantes                                             | 924 924   | Participación: · \| \| 74,91 % \| 2,80% | Participación: · \| \| 74,91 % \| 2,80% |
| Electores                                            | Electores                                            | 1 234 732 | Participación: · \| \| 74,91 % \| 2,80% | Participación: · \| \| 74,91 % \| 2,80% |
|                                                      | 74,91 %                                              |           |                                         |                                         |

## Diputados electos
Relación de diputados electos:
| N.º | Nombre                        | Lista | Lista          |
| --- | ----------------------------- | ----- | -------------- |
| 1   | Pedro Francisco Duque Duque   |       | PSPV-PSOE      |
| 2   | César Sánchez Pérez           |       | PP             |
| 3   | Marta Martín Llaguno          |       | Cs             |
| 4   | Patricia Blanquer Alcaraz     |       | PSPV-PSOE      |
| 5   | Txema Guijarro García         |       | Unidas Podemos |
| 6   | Manuel Mestre Barea           |       | Vox            |
| 7   | Macarena Montesinos de Miguel |       | PP             |
| 8   | Ignacio López-Bas Valero      |       | Cs             |
| 9   | Alejandro Soler Mur           |       | PSPV-PSOE      |
| 10  | Yolanda Seva Ruiz             |       | PSPV-PSOE      |
| 11  | María Teresa Pérez Díaz       |       | Unidas Podemos |
| 12  | Agustín Almodóbar Barceló     |       | PP             |